# Durk van Blom
Durk van Blom  (Leeuwarden, 19 december 1877 - Leiden, 29 november 1938) was een Nederlands econoom.

## Leven en werk
Durk was de zoon van Jarich Gelinde van Blom (geb. juli 1839 te Drachten; † 13 oktober 1893 in Leeuwarden) en zijn vrouw Catharina Margaretha Duursma (* 23 januari 1853 te Smallingerland; † 1 oktober 1908 in Breukelen). Na het voltooien van de middelbare school in zijn geboorteplaats, schreef hij zich in op 22 september 1896 aan de Universiteit Leiden om rechten te studeren. Op 6 juni 1900 promoveerde hij tot doctor in de rechtsgeleerdheid, in 1901 was hij enkele maanden klerk op het Centraal Bureau voor de Statistiek in Den Haag en werd op 1 juni 1901 hoofdredacteur van de links-liberale krant Het Vaderland. Op 31 december 1906 ging hij daar weg en werd op 1 september 1907 Hoogleraar staats-, bestuurs- en handelsrecht aan de Technische Universiteit Delft. Bij de aanvaarding van dit ambt hield hij op 19 september 1907 een rede getiteld: Het recht der gemeenschap. Op 1 mei 1909 veranderde hij van leerstoel en werd professor voor politieke economie, arbeidsrecht, fabriekswetgeving en mijnbouwrecht.
Bij de oprichting van de Nederlandse Handelsschool in Rotterdam in 1913 werd hij universitair hoofddocent arbeidsrecht en sociaalrecht. Op 18 oktober 1915 werd hij benoemd tot hoogleraar politieke economie en statistiek aan de Universiteit Leiden. Hij nam deze taak 19 januari 1916 op zich met het uitspreken van de inaugurale rede genaamd De economie als juristenvak. Van Blom schreef talloze artikelen voor de wetenschappelijke tijdschriften De Economist en De Gids. In 1929 werd hij lid van de Koninklijke Nederlandse Akademie van Wetenschappen en in 1910 lid van het Genootschap voor Nederlandse Letterkunde te Leiden, waarvan hij in 1928 voorzitter was. In het studiejaar 1933/34 werd hij gekozen tot rector van de Leidse alma mater, in welke hoedanigheid hij 8 februari 1934 de rectoraatsrede Economie en samenleving hield. Hij was ook een eredoctor van de Universiteit van Edinburgh, Ridder in de Orde van de Nederlandse Leeuw en werd in 1914 officier in de Griekse Orde van de Verlosser.

## Familie

Portret van Blom door Paul Determeier

- Blom trouwde op 5 augustus 1902 in Groningen met Emma Helena van der Goot (geb. september 1872 te Sappemeer - † 7 januari 1947 in Leiden), de dochter van Jan Romkes van der Groot (* 12 april 1840 in Accrum; † 14 oktober 1885 in Sappemeer) en Anna Mulder (* 24 januari 1843 te Hoogezand). Uit het huwelijk kwamen twee zonen en een dochter voort.
- Jarich Gelinde van Blom (*4 juni 1903 in Den Haag; † 7 juni 1985) trouwde op 9 februari 1949 in Moeara Emin/Sumatra met Louise Henriette Smit (* 18 juni 1911 in Kinderdijk) en scheidde kort daarna. In 1952 trouwde hij met Anna Maria Determeyer (*26 juni 1921; † 29 mei 2010) en kreeg vijf kinderen Durk Djurre (*1953), Maria Johanna (*1954), Lucia (*1956†), Catharina Lucia (*1957), Paul Johannes (*1958).
- Jan Rombout van Blom (*22 mei 1907 te Leiden; † 17 april 1986) getrouwd met Suzette A.E.W. Hartmann (*27 mei 1909; † 31 maart 1996)
- Catharina Margaretha van Blom (*24 februari 1909 te Delft; woonde in 1975 in Amsterdam) trouwde op 7 maart 1932 in Batavia met Johannes Knottenbelt (* 22 januari 1905 in Sloten; † 28 augustus 1967 te Luik)

## Publicaties (selectie)
- Het recht het gemeenschaps bestuur. 1907
- De economie als juristenvak. 1916
- Prae-adviezen over de vragen: Welke economische beginselen moeten van overheidswege worden gevolgd ten aanzien van de volkshuisvesting? Geven de huidige omstandigheden aanleiding dode maatregelen, die op den duur niet moeten worden gehandhaafd, doch wenselijk zijn om in de woningnood van het oogenblik te voorzien? 1919
- Mijnwezen. 1932
- Economie en samenleving. 1934

## Over Blom
- A.C.A.M. Bots: Blom, Durk van (1877-1938). In: Biografisch Woordenboek van Nederland. Den Haag, 1985, 2. Vol ( online )
- prof Dhr. D van Blom †. In: Leidsche Courant. vanaf 29. november 1938 (online)
- prof. mr. D. van Blom overleden. In: Leidsch Dagblad. 29 november 1938, blz. 1 (Online)
- E.M. Meyers: Levensreportage D. van Blom. In: Jaarboek der Koninklijke Nederlandse Akademie van Wetenschappen 1938-1939. Amsterdam, blz. 191–204 (online pdf)
- Laurentius Knappert: Ter nagedachtenis aan de heer D. van Blom. 19 dec 1877-29 november 1938. In: Jaarboekje voor Geschiedenis en Oudheidkunde van Leiden en Rijnland. PJ Mulder & Zoon, Leiden, 1939, pp. 74-76
- J.H. Boeke: Durk van Blom (Leeuwarden 19 december 1877-Leiden 29 november 1938). In: Jaarboek van de Maatschappij de Nederlandsche Letterkunde te Leiden, 1938-1939. E.J. Brill, Leiden, 1939 ( Online )